# Halle 32

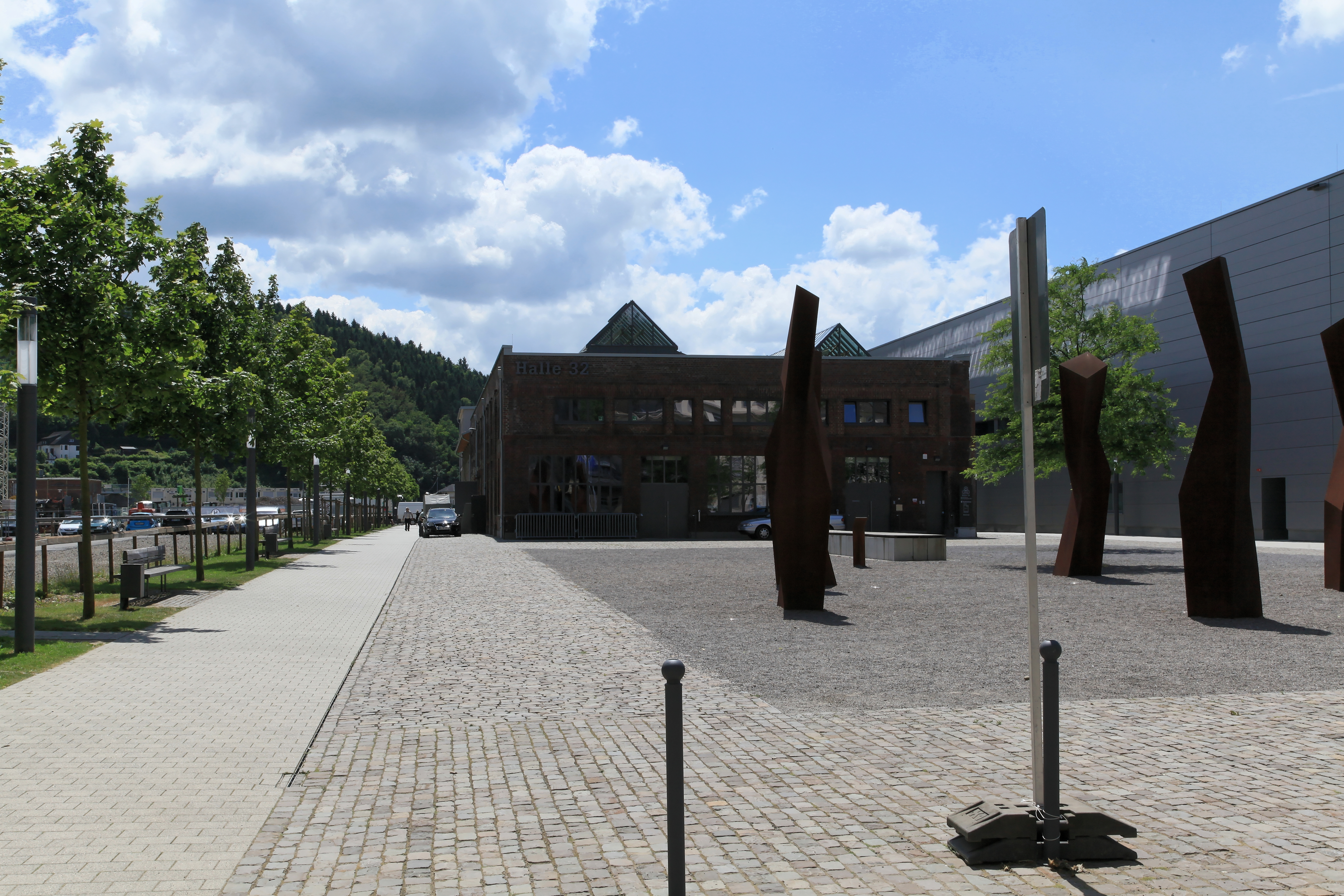
Halle 32 im Jahr 2014, mit Skulptur „Bürger im Gespräch“

Die Halle 32 ist ein 2013 eröffnetes Veranstaltungszentrum in Gummersbach, entstanden aus einer ehemaligen Produktionshalle des Anlagenbauers L. & C. Steinmüller. Sie ist das älteste noch erhaltene Gebäude auf dem ehemaligen ca. 18 Hektar großen Werksgelände.

## Ehemalige Produktionshalle
Das Unternehmen L. & C. Steinmüller wurde 1874 als Dampfkesselfabrik gegründet. 1880 kauften die Firmengründer die sogenannten Stettenwiesen am Rand der Stadt Gummersbach. Um 1900 hatte das Unternehmen bereits etwa 400 Beschäftigte.
Teile der heutigen Halle 32 entstanden um das Jahr 1890. Sie diente vor allem als Gelbgießerei. Die Funktion wechselte im Laufe der Jahrzehnte immer wieder. Mit dem rasanten Wachstum des Unternehmens erfuhr die Halle mehrfache Erweiterungen, Umbauten und Instandsetzungen. Auf einem offiziellen Plan der Firma zum Tag der offenen Tür 1982 war sie mit „Maschinenbau“ bezeichnet. Die Mitarbeiter von L. & C. Steinmüller kannten das Gebäude zuletzt unter der Bezeichnung „Bearbeitungswerkstatt“.
1999 übernahm die Deutsche Babcock AG die Firma L. & C. Steinmüller und schloss die Fertigung in Gummersbach. Die Produktionshallen waren damit überflüssig geworden.

## Umbau zum Veranstaltungszentrum

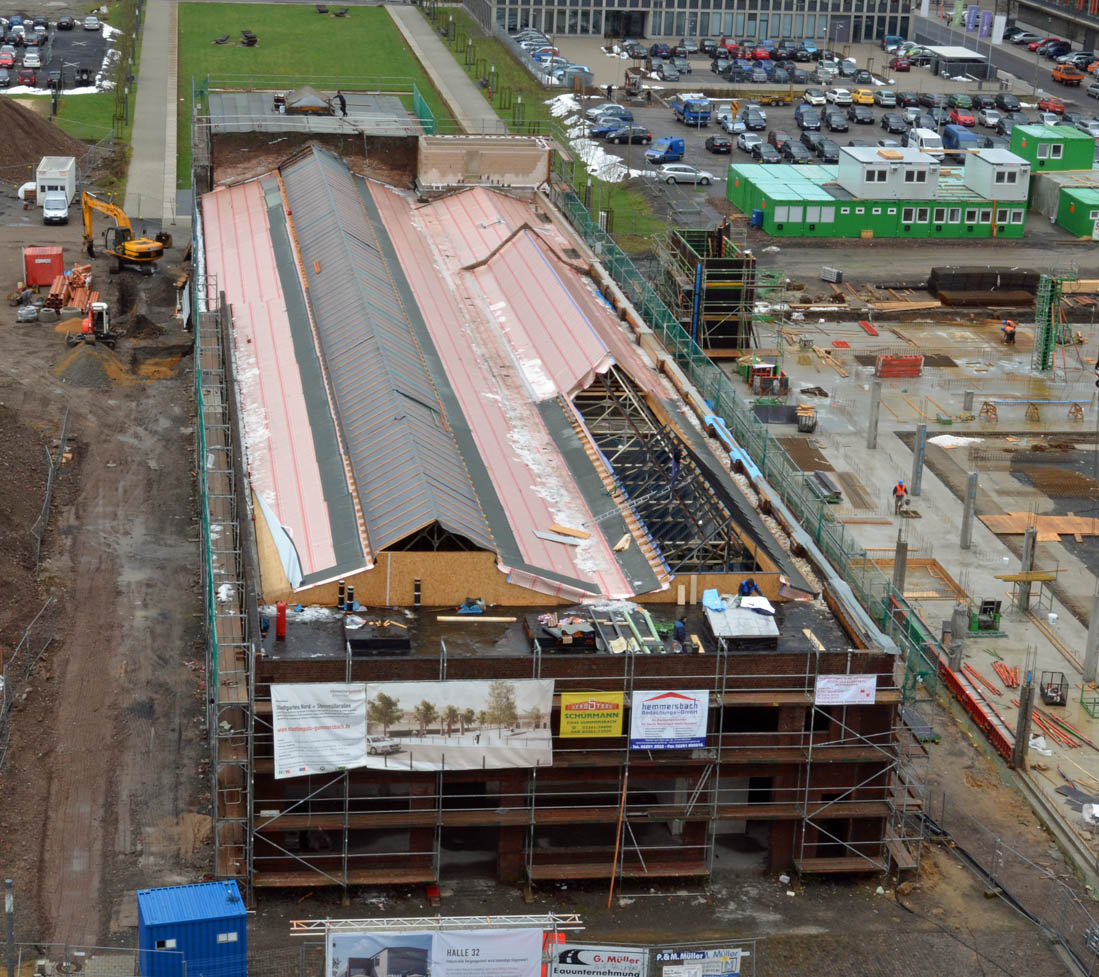
Die Halle 32 während des Umbaus im Dezember 2012

Zum 1. Juli 2002 kaufte die Stadt Gummersbach das Betriebsgelände, um es mit Hilfe eines städtebaulichen Rahmenplans zu revitalisieren und eine geordnete Stadtentwicklung einzuleiten. Mit Hilfe der Regionale 2010, dem Strukturförderprogramm des Landes Nordrhein-Westfalen, sollte an der Stelle ein neues Stück Gummersbacher Innenstadt entwickelt werden, die Halle 32 zu einem Veranstaltungszentrum für die Stadt und die Region umgebaut werden. Das Land NRW stellte Fördermittel in Höhe von 4,1 Millionen Euro bereit. Um die Erinnerung an 125 Jahre Steinmüller auf dem Gelände wachzuhalten, beschlossen Verwaltung und Politik der Stadt, eine der Hallen zu erhalten – als „Gewissen des Standorts“. Aufgrund ihrer langen Geschichte fiel die Wahl auf die Halle 32. „Vergangenheit, Gegenwart und Zukunft des Standorts werden hier gleichermaßen für die Menschen erlebbar, was die Halle 32 zum idealen Aushängeschild für den Gesamtstandort macht“, äußerte der Geschäftsführer der Regionale 2010, Reimar Molitor. Eine „tragfähige Nachnutzung“ als Kultur- und Begegnungsstätte sollte gefunden und ein entsprechendes Konzept entwickelt werden. Die Pläne zum Umbau stammen von dem Essener Architekten Heinrich Böll. Mit den Rohbau-Arbeiten wurde im Januar 2012 begonnen, die Fertigstellung erfolgte im Juli 2013.

Die Halle 32 von Süden betrachtet

## Nutzung
Die Halle 32 bietet eine große Vielfalt an Kulturangeboten mit Theater, Konzerten, Musical, Lesungen und Comedy. Zu den bislang dort aufgetretenen Künstlern zählen Al Di Meola, Chi Coltrane, Albert Hammond, Stoppok und das Tingvall Trio. Unter dem Dach der Halle 32 agiert die Kulturwerkstatt 32, die Kurse vor allem für Kinder und Jugendliche anbietet – aus den Bereichen Schauspiel, bildende Kunst, Musical und Literatur. Zudem können die Räume des Veranstaltungszentrums gemietet werden: für Privatfeiern wie Hochzeiten und Geburtstage ebenso wie für Tagungen, Seminare und Festlichkeiten von Unternehmen. Unbestuhlt bietet die Halle bis zu 1.500 Gästen Platz. Zum Veranstaltungszentrum gehört darüber hinaus ein gastronomischer Betrieb, das „32 Süd“.
Bei Heimspielen des Handball-Bundesligisten VfL Gummersbach dient die Halle als VIP-Bereich für Sponsoren und Business-Partner des Clubs. Es besteht über eine Brücke eine Verbindung zur benachbarten Schwalbe-Arena, Spielstätte des VfL.
Betreiber der Halle 32 ist der Kulturbetrieb der Stadt Gummersbach, eine Anstalt öffentlichen Rechts. Der Vorstand besteht aus Martin Kuchejda und Ulrike Rösner.